# Place du Sanitat
La place du Sanitat est une place de Nantes, en France.

## Situation et accès
Située dans le Centre-ville de Nantes, la place, en forme d'hémicycle, est au débouché des rues de Constantine, Damrémont, Mascara, d'Alger et Mazagran.

## Origine du nom
La place doit son nom à l'hospice nantais appelé le Sanitat, sur l'emplacement duquel le quartier a été construit après sa destruction. 

## Historique
Un lazaret est créé en 1569, dans un manoir près du quai de la Fosse, dans un endroit alors à l'écart de la ville. Il devient le Sanitat en 1612, après la construction de nouveaux bâtiments dont une chapelle. Les épidémies se raréfiant, le lieu ne remplit plus sa fonction initiale. Utilisé comme prison occasionnelle, le site accueille ensuite des mendiants et vagabonds, puis des prostituées, des aliénés (à partir de 1676) et des enfants abandonnés ou orphelins. Lors de la Révolution, le Sanitat est utilisé comme prison, entre 1793 et 1795.
Au début du XIXe siècle le Sanitat retrouve sa fonction d'hospice pour indigents, orphelins, aliénés, prostituées. Mais il est considéré comme vétuste. Les bâtiments du Sanitat sont mis en vente par lots le 4 mars 1833. Sous la conduite de Louis-François de Tollenare, trésorier des hospices de Nantes, les services et les pensionnaires sont transférés vers le nouvel hôpital Saint-Jacques de Nantes en octobre 1833. Les plans de la place en forme d'hémicycle sont dessinés par les frères Louis-Prudent et Constant Douillard, et les travaux de destruction commencent en 1835,.
L'inauguration de la place a lieu le 27 octobre 1837, date à laquelle son nom lui est attribué.
La place du Sanitat est percée au sud-ouest des bâtiments, en grande partie sur les jardins situés à l'ouest des logements. Elle empiète sur les locaux détruits destinés aux hommes et aux « artisans ». À l'origine, il n'y a pas d'église au nord de la place. Celle-ci est construite à partir de 1846.
Lors de la Seconde Guerre mondiale, l'église est légèrement endommagée par les bombardements de 1943.
En 1946, les travaux d'aménagement du tunnel ferroviaire de Chantenay sont entamés, au nord de la place, le long de la façade de l'église. Cette partie est souterraine, et achevée en 1950.

## Bâtiments remarquables et lieux de mémoire
L'église Notre-Dame-de-Bon-Port, construite entre 1846 et 1856 par les architectes locaux Saint-Félix Seheult et Joseph-Fleury Chenantais, occupe le côté nord de la place. Elle est inscrite au titre des monuments historiques par arrêté du 29 octobre 1975 et la partie instrumentale de son orgue, construit par le facteur nantais Louis Debierre en 1891, est classé au titre objet des monuments historiques par arrêté du 11 décembre 1975.

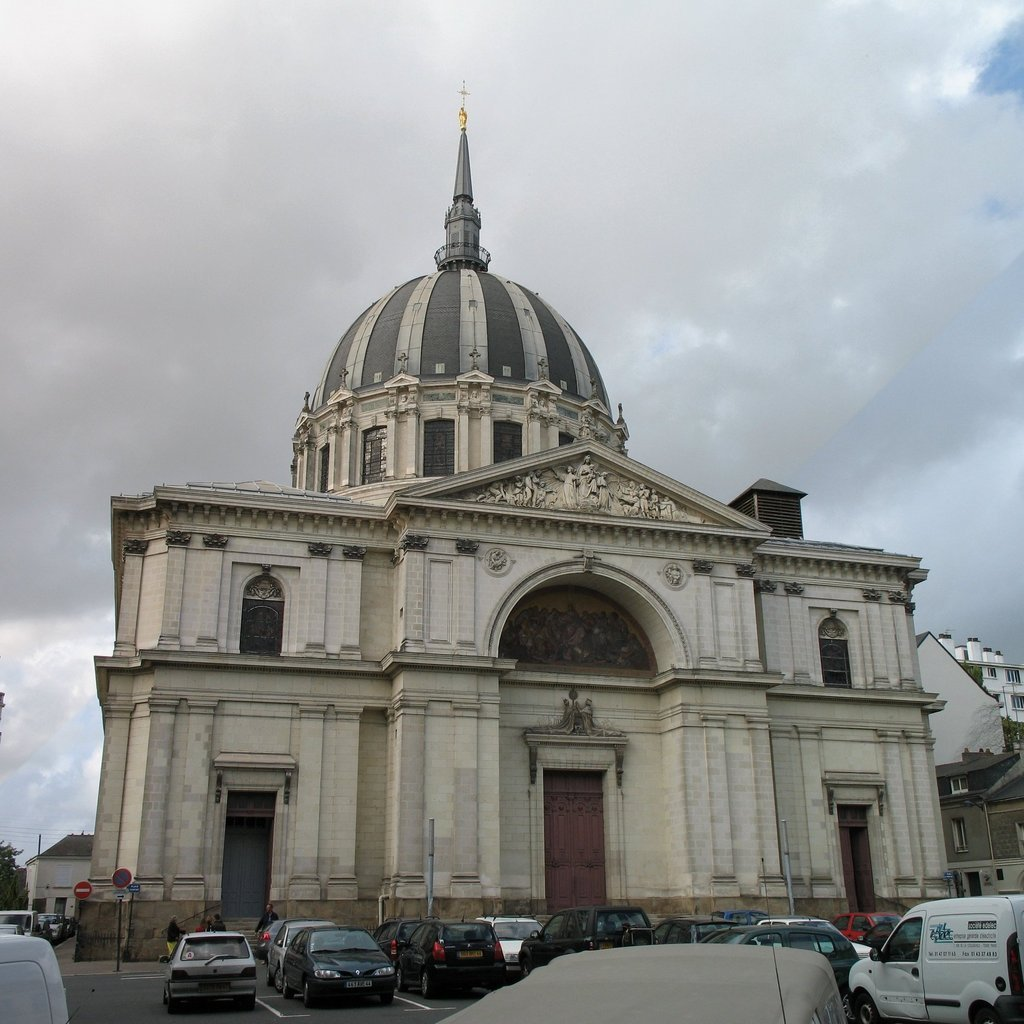
Façade de l'église Notre-Dame-de-Bon-Port donnant sur la place du Sanitat
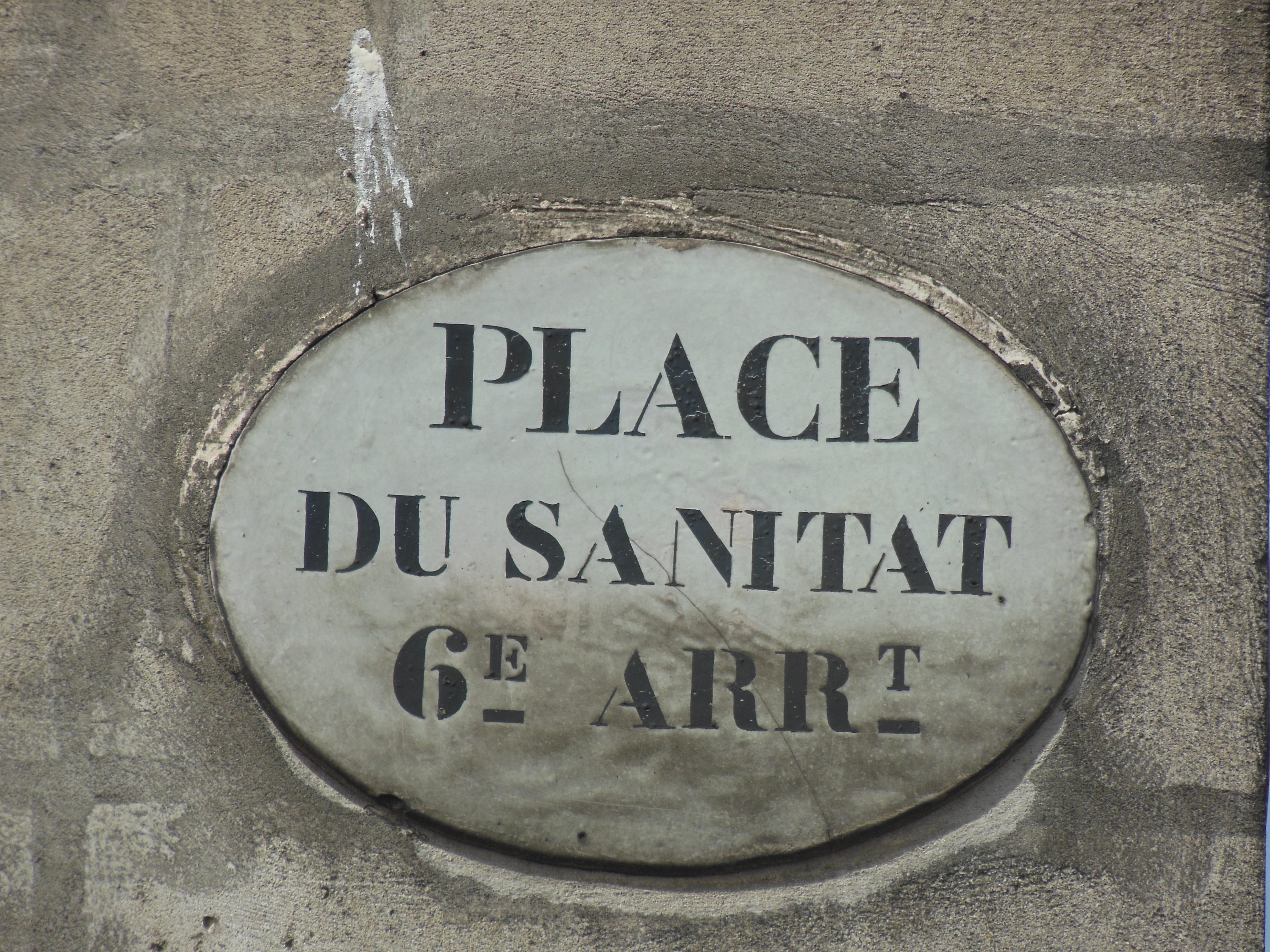
Ancien panneau de la place